# كفر نصير
كفر نصير إحدى قرى مركز بسيون التابع لمحافظة الغربية بجمهورية مصر العربية. أصله من توابع قرية كتامة الغابة ثم فصل عنها في سنة 1275 هجري.

## السكان
بلغ عدد سكان كفر نصير 2559 نسمة حسب تقدير عام 2018.
| السنة  | 1897 | 1907 | 1927 | 1947 | 1960 | 1976 | 1986 | 1996 | 2006  | 2018 |
| ------ | ---- | ---- | ---- | ---- | ---- | ---- | ---- | ---- | ----- | ---- |
| القرية | 406  | 294  | 524  | 627  | 792  | 1143 | 1507 | 1765 | 2,045 | 2559 |